# Obersulm
Obersulm är en kommun i Landkreis Heilbronn i regionen Heilbronn-Franken i Regierungsbezirk Stuttgart i förbundslandet Baden-Württemberg i Tyskland. Kommunen bildades 1 mars 1972 genom en sammanslagning av kommunerna Affaltrach, Eichelberg, Eschenau, Weiler bei Weinsberg och Willsbach. Sülzbach uppgick 1 januari 1975 i kommunen.
Kommunen ingår i kommunalförbundet Obersulm tillsammans med staden Löwenstein.